# Courtenay (Loiret)
Courtenay é uma comuna francesa na região administrativa do Centro-Vale do Loire, no departamento de Loiret. Estende-se por uma área de 50.13 km². Em 2010 a comuna tinha 4 032 habitantes (densidade: 80,4 hab./km²).